# Dennis Stock
Dennis Stock (New York, 24 luglio 1928 – Sarasota, 11 gennaio 2010) è stato un fotografo e giornalista statunitense, membro dal 1951 dell'agenzia Magnum Photos.

## Biografia
È noto per le sue relazioni sul jazz e le sue fotografie dell'attore James Dean. Fu anche fotografo di moda. Alla fine degli anni '60, viaggiò in California e fotografò hippy, motociclisti, concerti. Queste fotografie mostrano la libertà, la gioventù e lo spirito di protesta (dimostrazioni dei neri americani, le proteste contro la guerra del Vietnam), che ha prevalso in California in quell'epoca.

## Premi e riconoscimenti
- Primo premio del concorso per giovani fotografi di Life

## Libri fotografici
- Plaisir du jazz, 1959
- Jazz Street, Doubleday, New York, 1960
- California Trip, Grossman Publishers, New York, 1970
- The Alternatives, testi di William Hedgepeth, Collier Books, New York, 1970
- A Haiku Journey, Kondasha, Tokio, 1974
- Brother Sun. A Photographic Appreciation, Sierra Club, San Francisco, 1974
- The Circkle of Seasons, Viking Press, New York, 1974
- James Dean Revisited, Penguin Books, New York, 1978 (edizione succ. Chronicle Books, New York, 1987)
- Hawaii, 1988, ISBN 0-8109-1076-4
- Provence Memories, Little Brown & Company, Boston, 1988
- New England Memories, Bulfinch Press, Boston, 1989
- Made in Usa, Cantz, Ostfildern, Stoccarda, 1995 ISBN 3-89322-639-7
- James Dean: Fifty Years Ago, testi di Joe Hyams, Abrams book, New York, 2005 ISBN 0-8109-5903-8
- James Dean, La Martinière, Parigi, 2005 ISBN 978-2-7324-3272-4
- James Dean: Per sempre giovane, Contrasto, Roma, 2005